# Кешена (Вісконсин)
Кешена  (англ. Keshena) також Кесігне Menominee Kesīqnæh) — переписна місцевість (CDP) в США, в окрузі Меноміні штату Вісконсин. Населення — 1257 осіб (2020).

## Географія
Кешена розташована за координатами 44°52′0″ пн. ш. 88°35′7″ зх. д. / 44.86667° пн. ш. 88.58528° зх. д. (44.866782, -88.585289).  За даними Бюро перепису населення США в 2010 році переписна місцевість мала площу 21,62 км², з яких 21,59 км² — суходіл та 0,03 км² — водойми.

## Демографія
Згідно з переписом 2010 року, у переписній місцевості мешкали 1262 особи в 358 домогосподарствах у складі 287 родин. Густота населення становила 58 осіб/км².  Було 371 помешкання (17/км²).
Расовий склад населення:
| - 95,2 % — корінних американців - 2,8 % — білих - 0,1 % — чорних або афроамериканців |

До двох чи більше рас належало 1,9 %. Частка іспаномовних становила 6,6 % від усіх жителів.
За віковим діапазоном населення розподілялося таким чином: 40,3 % — особи молодші 18 років, 52,7 % — особи у віці 18—64 років, 7,0 % — особи у віці 65 років та старші. Медіана віку мешканця становила 23,7 року. На 100 осіб жіночої статі у переписній місцевості припадало 100,0 чоловіків;  на 100 жінок у віці від 18 років та старших — 86,4 чоловіків також старших 18 років.
Середній дохід на одне домашнє господарство  становив 28 831 долар США (медіана — 25 038), а середній дохід на одну сім'ю — 29 473 долари (медіана — 25 848). Медіана доходів становила 27 750 доларів для чоловіків та 32 045 доларів для жінок. За межею бідності перебувало 51,7 % осіб, у тому числі 62,4 % дітей у віці до 18 років та 40,0 % осіб у віці 65 років та старших.
Цивільне працевлаштоване населення становило 338 осіб. Основні галузі зайнятості: мистецтво, розваги та відпочинок — 39,1 %, освіта, охорона здоров'я та соціальна допомога — 16,6 %, публічна адміністрація — 15,4 %, виробництво — 15,1 %.